# Ổ phúc mạc
Ổ phúc mạc (tiếng Anh: Peritoneal cavity) là một khoang tiềm tàng nằm giữa phúc mạc thành (phúc mạc bao xung quanh thành bụng) và phúc mạc tạng (phúc mạc bao xung quanh nội tạng). Cả phúc mạc thành và phúc mạc tạng dù cấu tạo không giống nhau nhưng vị trí và chức năng lại khác nhau. Ổ phúc mạc, khoang màng phổi và khoang màng ngoài tim là những khoang tách ra từ thể khoang trong thời kỳ phôi thai.
Ổ phúc mạc là túi thanh mạc rộng nhất và khoang chứa dịch lớn nhất, tiết xấp xỉ 50 ml dịch mỗi ngày. Dịch tiết này có tác dụng bôi trơn nội tạng trong ổ bụng và chống viêm.

## Ý nghĩa lâm sàng
Ổ phúc mạc là một vị trí tiêm phổ biến, được sử dụng trong việc tiêm vào màng bụng.
Sự gia tăng áp lực mao mạch trong nội tạng ổ bụng có thể khiến chất lỏng trong thành bụng rời khỏi khoang kẽ và đi vào ổ phúc mạc (khoang màng bụng), một tình trạng được gọi là cổ trướng.
Trong trường hợp dịch não tủy tích tụ, chẳng hạn như tràn dịch não, dịch thường được chuyển đến ổ phúc mạc bằng cách sử dụng một shunt được đặt trong phẫu thuật.
Phương pháp lấy mẫu dịch cơ thể từ ổ phúc mạc được gọi là chọc khoang màng bụng(peritoneocentesis).
Ổ phúc mạc có liên quan đến thẩm phân phúc mạc.